# Кропівниця (гміна Монькі)
Кропівниця (пол. Kropiwnica) — село в Польщі, у гміні Моньки Монецького повіту Підляського воєводства.
Населення — 163 особи (2011).
У 1975-1998 роках село належало до Білостоцького воєводства.

## Демографія
Демографічна структура станом на 31 березня 2011 року:
|          | Загалом | Допрацездатний вік | Працездатний вік | Постпрацездатний вік |
| -------- | ------- | ------------------ | ---------------- | -------------------- |
| Чоловіки | 82      | 16                 | 53               | 13                   |
| Жінки    | 81      | 15                 | 42               | 24                   |
| Разом    | 163     | 31                 | 95               | 37                   |